# Pouzols
Pouzols är en kommun i departementet Hérault i regionen Occitanien i södra Frankrike. Kommunen ligger i kantonen Gignac som tillhör arrondissementet Lodève. År 2022 hade Pouzols 956 invånare.

## Befolkningsutveckling
Antalet invånare i kommunen Pouzols
Referens:INSEE